# Asperula paui
Espèce
Asperula paui est une espèce de plantes de la famille des Rubiaceae. Elle est dédiée au botaniste espagnol Carlos Pau Español.

## Liste des sous-espèces et variétés
Selon Catalogue of Life (20 août 2015) :
- sous-espèce Asperula paui subsp. dianensis (Font Quer) De la Torre, Alcaraz & M.B.Crespo
- sous-espèce Asperula paui subsp. paui

Selon World Checklist of Selected Plant Families (WCSP) (20 août 2015) :
- sous-espèce Asperula paui subsp. dianensis (Font Quer) De la Torre, Alcaraz & M.B.Crespo (1995 publ. 1996)
- sous-espèce Asperula paui subsp. paui

Selon NCBI (20 août 2015) :
- sous-espèce Asperula paui subsp. paui

Selon The Plant List (20 août 2015) :
- sous-espèce Asperula paui subsp. dianensis (Font Quer) De la Torre, Alcaraz & M.B.Crespo

Selon Tropicos (20 août 2015) (Attention liste brute contenant possiblement des synonymes) :
- sous-espèce Asperula paui subsp. dianensis (Font Quer) De la Torre, Alcaraz & M.B. Crespo
- sous-espèce Asperula paui subsp. paui
- variété Asperula paui var. dianensis Font Quer